# Haus der Familie Veljković

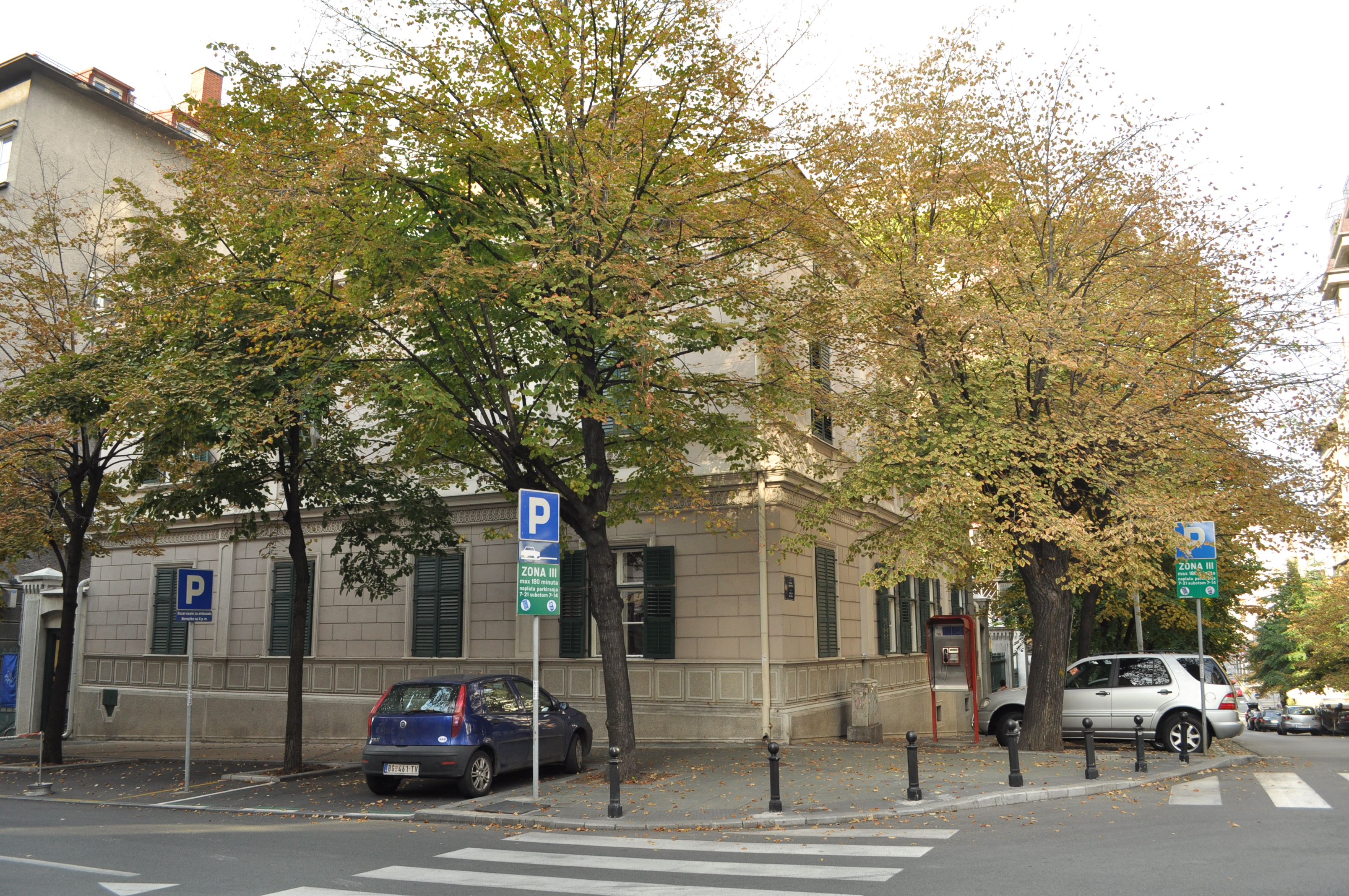
Das Haus der Familie Veljković

Das Haus der Familie Veljković  befindet sich in Belgrad in der Straße Birčaninova 21 und trägt den Status eines Kulturdenkmals.

## Die Eigenschaft des Hauses
Das Haus der Familie Veljković ist eines der wenigen Belgrader Wohnhäuser des gehobenen Bürgertums, das aus der Zeit vor dem Ersten Weltkrieg stammt und unverändert erhalten ist. Bekannt ist es für seinen architektonischen Stil und seine Innenausstattung, die umfassende Bilder- und Skulpturensammlung, sowie die Privatbibliothek und eine umfangreiche Kollektion von Waffen. Heute gilt es als Inbegriff und Relikt eines „alten Belgrads“. Im Jahr 2009 wurde es von der „Vereinigung der historischen europäischen Häuser“ zum Kulturdenkmal erklärt.

## Architektur
Die Originalpläne des ursprünglichen Gebäudes sind nicht erhalten, genau so wie der Name des Architekten und Bauunternehmers nicht überliefert sind. Das Eigentümerblatt weist darauf hin, dass der erste Eigentümer des Grundstücks mit Gebäuden der Gastwirt Marko Čolić war und dieses im Jahr 1866 an den Telegrafisten aus Smederevo, Kosta Lazarević, verkaufte. Die nächsten Eigentümer wurden im Jahr 1873, der Fabrikant Franjo Všetački und seine Ehefrau Ruža. Sie bauten auf dem bestehenden Grundstück das neue (jetzige) Haus, das im Jahr 1883 von Stojan Veljković gekauft wurde. Es wurde aus Ziegelstein im Kalkmörtel mit massiven Wänden gebaut und architrav und teilweise mit preußischen Flachbögen überbrückt. Außen hat es identisch geformte Fassaden, die im Geiste der Architektur des Akademismus durch ein Repertoire an gewölbten dekorativen Elementen einfach gelöst sind. Die Disposition des Objektes ist einfach und funktionell. Die Einteilung der Räume im Erdgeschoss und im ersten Stock ist identisch. Im Erdgeschoss befindet sich eine repräsentative Treppendiele mit schmiedeeisernem Geländer und einem Eingangsbereich, der in drei sukzessiv verbundene Salons und zwei kleinere Zimmer führt. Eines der Zimmer diente als Badezimmer – Garderobe und die Toilette hatte ihren eigenen Raum. Neben dem Haupteingang hat das Erdgeschoss auch einen Seiteneingang, der auf den überdachten Außenflur, mit massiven Säulen und einem dekorativen Holzvordach, hinausführt. Von dort aus stieg man in die Kutschen bzw. Fahrzeuge. Im Hof, neben dem Familienhaus, befand sich ein einstöckiges Nebengebäude, das als Pferdestall benutzt wurde. Im ersten Stock enthielt es Zimmer für das Personal. Als später die Kutschen durch Fahrzeuge ersetzt wurden, baute man diesen Pferdestall in eine Garage um. Der Hauptzugang zum Hof war von der Straße Birčaninova und die Einfahrt von der Straße Kralja Milutina aus. Im Jahr 1931 wurde auf dem geräumigen Hof der Parzelle des Kulturdenkmals ein Ausstellungspavillon, nach dem Projekt des Architekten Vojislav Djokić und des Ingenieurs Aleksandar Gavrilović, gebaut. Er wurde im Geiste des Modernismus konzipiert und speziell für die Ausstellung von Kunstmalerei und Skulpturen, mit einer Fläche von ca. 255 m², bestimmt. Der Pavillon hatte ein Glasdach, Zentralheizung, eine besondere Anlage für die Aufstellung der Bilder und Untergestelle für die Skulpturen.

## Die Bedeutung der Persönlichkeiten der Familie
Beim Ergründen der Geschichte der Gesellschaft Serbiens und der bürgerlichen Elite Belgrads gegen Ende des 19. und Anfang des 20. Jahrhunderts wurde festgestellt, dass es in der Familie Veljković bekannte Politiker, Rechtsanwälte und Offiziere gab, die mit ihrer Bildung, den politischen und militärischen Aufbietungen sowie den kulturellen Engagements einen Einfluss auf das gesellschaftlich-politische und kulturell-künstlerische Leben Serbiens ausübten. Der Stammvater, Jovan Veljković, war der Sohn von Veljko Miljković, dem Fürsten von Paraćin und einem der Anführer des Ersten Serbischen Aufstands unter Karađorđe. Im Jahr 1832 löste Jovan nach Absprache mit Miloš Obrenović einen Aufstand in der untergeordneten Verwaltungseinheit von Paraćin aus, wonach noch weitere sechs untergeordnete Verwaltungseinheiten im Einklang mit dem Friedensvertrag von Bukarest aus dem Jahr 1812 an Serbien zurückgegeben wurden. Als er älter war, nahm er während des Bombardements Belgrads durch die osmanische Festungsbesatzung 1862 an Barrikadenkämpfen gegen die Besatzer teil. Nach der Machtübernahme durch Aleksandar Karađorđević wurde er zum Finanzminister ernannt. Privat war er ein Waffensammler und der Abonnent der ersten Ausgaben der Belgrader Zeitung. Sein älterer Sohn, Jevrem, Adjutant des Fürsten Mihailo, hat die Militärschule in Preußen abgeschlossen und war während des Krieges in der „Vereinten Jugend Serbiens“ engagiert; zudem war er ein großer Literaturliebhaber. Er setzte die Tradition seines Vaters und das Interesse an der Waffensammlung sowie an der Literatur fort. Der jüngere Sohn, Stojan, promovierte in Rechtswissenschaften in Heidelberg und bildete sich anschließend an den Universitäten in Berlin und Paris weiter. Er war Justizminister, der Präsident des Kassationsgerichts und gemeinsam mit dem Diplomaten und Anführer der Liberalen, Jovan Ristić, Urheber der Verfassung aus dem Jahr 1869. An der Belgrader Hochschule unterrichtete er das römische Recht und das Strafrecht. Als Justizminister erließ er das Agrargesetz, mit dem den Bauern der neu befreiten Gebiete, die wirtschaftliche Unabhängigkeit gegeben wurde. Die hohe Bildung an angesehenen europäischen Universitäten, war auch bei den kommenden Generationen der Familie Veljković charakteristisch. Stojan hatte zwei Söhne: Jovan und den Vojislav. Jovan schloss die Militärakademie ab, war Adjutant des Königs Milan I. und Soldat im Ersten Weltkrieg. Der jüngere, Vojislav, „der Vater des goldenen jugoslawischen Dinars,“ promovierte hervorragend in Rechtswissenschaften an der Sorbonne, wofür er mit einer Goldmedaille ausgezeichnet wurde. Er war Professor für administratives Recht am Lykeion, Delegat Serbiens bei der Ersten Haager Konferenz und Sekretär des Königs Aleksandar Obrenović. Nach dem Ersten Weltkrieg, im Jahr 1919, zur Zeit der Regierung des Regenten Alexandar I., wurde er Finanzminister. Im neu entstandenen SHS-Staat, in dem eine monetäre Instabilität samt Währungschaos herrschten, schaffte Vojislav Veljković es, eine Währungsreform durchzuführen. Das Finanzministerium hat, unter seiner Leitung, eine neue Banknote, den Jugoslawischen Dinar, eingeführt. Durch das Engagement auf dem Gebiet der monetären Politik und der Staatskasse, beteiligte er sich im Jahr 1920 am Erlass des Arbeitsgesetzes der Volksbank des Königreichs SHS. Nach einem großen beruflichen Erfolg zog er sich im Jahr 1920 aus dem politischen Leben zurück und widmete sich der Sammlung von Kunstwerken und der Arbeit des Serbischen Literaturblattes als dessen Gründer. Er baute, durch den Palazzo Medici inspiriert, das Gebäude der Genossenschaft im Belgrader Vorort Vračar, wo sich die Serbische Bank befand (heute die Türkische Botschaft), in dessen Garten er ein Atelier für die von ihm geschätzte Malerin Beta Vukanović errichten ließ. In diesem Haus, in der Straße Birčaninova 21, veranstaltete er Zusammenkünfte von herausgehobenen Literaten, Künstlern und Persönlichkeiten aus dem politischen Leben, wie: Jovan Cvijić, Jaša Predanović, Ljuba Stojanović, Ivan Ribar, Paja Jovanović, Uroš Predić und vielen anderen. Stojan J. Veljković war ein Industrieller und gemeinsam mit seinem Bruder Vojislav, Direktor einer Dampfmühle und einer Brauerei.

## Die heutigen Nachfolger
Die heutigen Nachfolger sind: Bogdan V. Veljković, der an der Harvard-Universität diplomierte, heute Präsident für die Rückgabe des nationalisierten Vermögens und seine Schwester Katarina Veličković, Dipl. Professorin für die russische Literatur.

## Das Familienerbe
Im Hause der Familie Veljković wurde jahrzehntelang das reiche Familienerbe, um welches sich die Nachkommen gesorgt haben, aufbewahrt: alte Waffen, Militäratlanten, alte Ausgaben von Büchern und Zeitschriften, Möbel und Gegenstände der angewandten Kunst. Den bedeutendsten und vielzähligsten Teil der Familiensammlung machten die Werke der Kunstmalerei aus, ca. 250 heimische und ausländische Meister des akademischen Realismus: Rista und Beta Vukanović, Veljko Stanojević, Dragutin Glišić, Ljuba Ivanović, Uroš Predić, Paja Jovanović, Marko Murat, und von den ausländischen Meistern ca. 30 Autoren von französischer, englischer, schottischer, italienischer und japanischer Herkunft, geschätzte Mitglieder der Vereinigung der französischen Künstler, die ihre Werke auf Ausstellungen des Pariser Salons, in den Jahren zwischen zwei Weltkriegen, ausgestellt haben und auf denen die Familie Veljković Bilder abgekauft hat. Die Sammlung hat im Ganzen serbische und ausländische Künstler einer Epoche umfasst, die in Belgrad, wegen der hervorgehobenen Autoren, der Anzahl und dem Wert der Werke, sogar auch im Vergleich zu den großen Sammlungen in den Museen, einzigartig war (21 Skulpturengüsse von Michelangelo). Die Familie Veljković hat gerade aus diesen Gründen, im Hof ihres Hauses, einen modernen Ausstellungspavillon, der zur Zeit seines Aufbaus, das erste private Museum auf dem Balkan war, errichtet. Zu Beginn des Zweiten Weltkrieges wurde er geschlossen, und nach dem Krieg hat Моše Pijade hier sein Atelier eröffnet und nach ihm der Bildhauer Sreten Stojanović. Nach der Nationalisierung des Pavillons wurden die Bronzegüsse aus der Sammlung, an die Malerakademie übergeben, und der Raum verlor mit der Zeit den Sinn seiner ursprünglichen Existenz.
Das Haus der Familie Veljković, an der Ecke der beiden Straßen Birčaninova und Kralja Milutina, ist ein Beispiel für die Entwicklung der städtischen Architektur des 19. Jahrhunderts und die Annahme der stilistischen europäischen Muster, die beim Erfassen der Entwicklung und Modernisation der serbischen Gesellschaft, beim Übergang zweier Jahrhunderte, wichtig sind. Dieses Haus ist wegen der kulturell-historischen und architektonischen Werte sowie der Werte der Stadtplanung, zum Kulturdenkmal ernannt worden (Beschluss des Instituts – Nr. 63/5 vom 30. April 1967). Anlässlich des Tags des Denkmals 2015 könnte es besichtigt werden.